# Consejo Nacional Sirio
El Consejo Nacional Sirio o CNS (en árabe: المجلس الوطني السوري, al-Majlis al-Watani al-Suri) fue una coalición opositora siria creada durante la Rebelión en Siria de 2011 en contra del gobierno de Bashar al-Assad.
Originalmente estuvo parcialmente reconocido en el exilio de Siria con capital en Estambul, Turquía iniciado por una coalición opositora durante el levantamiento sirio de 2011 contra el gobierno de al-Assad. Justo después de la formación el consejo pidió a los países internacionales el reconocimiento como único gobierno de Siria. El CNS controló a una parte del Ejército Libre de Siria, a una parte escindida del ejército sirio que han desertado del gobierno de al-Assad.
Sin embargo, el 11 de noviembre de 2012, pasó a formar parte de la Coalición Nacional Siria, un grupo que aglutinaba a un mayor número de políticos opositores y del cual representa el 25%

## Nacimiento
El Consejo Nacional de Siria se formó originalmente en el 2005 para poder protestar contra el régimen de Assad. Cuando empezó la Primavera Árabe, manifestantes sirios empezaron a formarse y después se comenzó a consolidar numerosos consejos de oposición política contra el régimen sirio en varias provincias y ciudades sirias. 
La fundación del CNS fue anunciada en Estambul, Turquía, el 23 de agosto del 2011 y su principal propósito es "representar las preocupaciones y las demandas de los sirios". Yaser Tabbara, un vocero del consejo, dijo que la membresía del consejo incluiría 115 a 120 miembros de todos los grupos opositores sirios, incluyendo el antiguo Consejo Nacional Sirio, ahora extinto. El 2 de octubre del 2011, el consejo declaró formalmente su afiliación organizativa y su estructura, que incluye una asamblea general, un secretariado general y una junta ejecutiva de 6 a 7 personas, aún sin nombrar.

## Formación
El académico sirio exiliado en París, Burhan Ghalioun, ha servido al consejo y es su vocero más prominente, y fue nombrado en septiembre del 2011 como presidente del consejo.
El CNS es apoyado por la rama siria exiliada de los Hermanos Musulmanes que también es la rama exiliada de la Declaración de Damasco, la Asociación Democrática Asiria, por algunos kurdos disidentes, así como por varios disidentes independientes de Siria y por los Comités Locales de Coordinación, un grupo involucrado en la publicidad y la coordinación de las manifestaciones, y dice que quiere preservar el anonimato de los partidarios de Siria. El propio CNS anunció representar a cerca del 60% de la oposición siria. La formación del CNS se ha encontrado con reacciones mixtas y algunas críticas de otra principal coalición de oposición siria, el Comité Nacional de Coordinación para el Cambio Democrático, que comprende grupos de izquierda y nacionalistas, en su mayoría seculares; disidentes independientes y algunos partidos kurdos, todos basados en Siria. El único partido kurdo del interior de Siria que se ha declarado un afiliado del CNS es el Futuro Actual, al mando de Mishal Tammo, que fue asesinado en su casa en la ciudad de Qasmishli.

## Sustitución
Tras la cumbre de la oposición siria en Doha, el CNS acordó, junto con los demás organismos opositores, entrar a formar parte de un nuevo órgano, la Coalición Nacional Siria, que pretende representar a toda la oposición.

## Apoyo y reconocimiento
Solo dos miembros de las Naciones Unidas, Libia y Francia, han declarado que reconocen al Consejo Nacional Sirio como autoridad legítima de Siria. Otros miembros de la ONU reconocen al CNS como interlocutor, aunque varios otros han acogido su formación. El Consejo también ha pedido reconocimiento internacional, pero niega ser un gobierno en exilio.
|    | Entidad        | Fecha/Estatus de las relaciones diplomáticas | Notas |
| -- | -------------- | -------------------------------------------- | --- |
| 1  | Libia          | Reconocido el 19 de octubre de 2011          | Reconocido como autoridad gobernante                                                                                    |
| 2  | Francia        | Reconocido el 21 de noviembre del 2011       | Reconocido como interlocutor (21 de noviembre de 2011) Reconocido como representante legítimo (13 de noviembre de 2012) |
| 3  | España         | Reconocido el 23 de noviembre del 2011       | Reconocido como representante legítimo                                                                                  |
| 4  | Estados Unidos | Reconocido el 5 de diciembre de 2011         | Reconocido como representante legítimo                                                                                  |
| 5  | Reino Unido    | Reconocido el 24 de febrero de 2012          | Reconocido como representante legítimo                                                                                  |
| 6  | Egipto         | Reconocido el 24 de febrero de 2012          | Reconocido como interlocutor                                                                                            |
| 7  | Albania        | Reconocido el 1 de abril de 2012             | Reconocido como representante legítimo                                                                                  |
| 8  | Turquía        | Apoyo desde el 14 de diciembre de 2011       | Apoyo verbal |
| 9  | Túnez          | Apoyo verbal                                 | Reconocido como interlocutor                                                                                            |
| 10 | Italia         | Relaciones informales                        | |
| 11 | Bulgaria       | Relaciones informales                        | |
| 12 | Canadá         | Relaciones informales                        | |
| 13 | Países Bajos   | Relaciones informales                        | |
| 14 | Alemania       | Relaciones informales                        | |
| 15 | Bélgica        | Relaciones informales                        | |
| 16 | Arabia Saudita | Relaciones informales                        | |
| 17 | Catar          | Relaciones informales                        | |
| 18 | Australia      | Relaciones informales                        | |
| 19 | Austria        | Relaciones informales                        | |
| 20 | Portugal       | Relaciones informales                        | |
| 21 | Noruega        | Relaciones informales                        | |
| 22 | Rusia          | Relaciones informales                        | |
| 23 | China          | Relaciones informales                        | |
| 24 | Japón          | Relaciones informales                        | |
| 25 | Suecia         | Relaciones informales                        | |

Mapa de los Estados que reconocen al Consejo Nacional Sirio
Siria
Estados que reconocen diplomáticamente al CNS
Estados que apoyan/reconocen oficialmente al CNS como interlocutor
Estados que apoyan extraoficialmente al CNS como interlocutor
Estados con relaciones informales con el CNS
Estados que no han apoyado al CNS

Posteriormente, como parte del Consejo Nacional Sirio, consiguió el reconocimiento pleno de los miembros del Consejo de Cooperación para los Estados Árabes del Golfo (Arabia Saudita, Baréin, Catar, Emiratos Árabes Unidos, Kuwait y Omán).